# Olasz vaddisznó
Az olasz vaddisznó (Sus scrofa majori) az emlősök (Mammalia) osztályának párosujjú patások (Artiodactyla) rendjébe, ezen belül a disznófélék (Suidae) családjába tartozó vaddisznó (Sus scrofa) egyik alfaja.

## Előfordulása
Az olasz vaddisznó előfordulási területe, mint ahogy neve is mutatja, Olaszország. Manapság már csak eme ország északi és középső részein lelhető fel. Mivel az 1950-es évektől a farmokon együtt tartották az európai vaddisznóval (Sus scrofa scrofa), továbbá az utóbbit a vadászok több olasz vaddisznó területre is betelepítették, a szóban forgó alfaj elvesztette az egyedi génállományát. Manapság már nehéz megkülönböztetni a két állatot egymástól.

## Megjelenése
E félszigeti alfaj eredetileg kisebb és sötétebb volt, mint a törzsalfaj. Azonban a koponyája magasabb és szélesebb volt, mint az inváziós fajtársé.

## Fordítás
- Ez a szócikk részben vagy egészben  a   Wild boar című angol Wikipédia-szócikk ezen változatának fordításán alapul.  Az eredeti cikk szerkesztőit annak laptörténete sorolja fel. Ez a jelzés csupán a megfogalmazás eredetét és a szerzői jogokat jelzi, nem szolgál a cikkben szereplő információk forrásmegjelöléseként.